# Giovane Élber
Élber de Souza (Londrina, 1972. július 23. –), ismert nevén Giovane Élber, brazil labdarúgócsatár. Németországban és Franciaországban is nyert bajnoki címet, volt a svájci bajnokság, a Bundesliga és a DFB-Pokal gólkirálya.